# Helminthophis flavoterminatus
Helminthophis flavoterminatus — вид змій родини американських сліпунів (Anomalepididae). Мешкає у Венесуелі і Колумбії.

## Поширення і екологія
Helminthophis flavoterminatus мешкають в басейні озера Маракайбо та в горах Прибережного хребта на півночі Венесуели, а також на півночі Колумбії. Вони живуть в галерейних лісах і садах, на висоті від 100 до 1000 м над рівнем моря.